# سود آوری از طریق تجارت
در اقتصاد، سود آوری از طریق تجارت به سود خالص برای نمایندگی و بنگاه‌های بازرگانی از طریق امکان افزایش داوطلبانه تجارت با یکدیگر اشاره دارد. به بیان علمی سود آوری از طریق تجارت از طریق افزایش مصرف مازاد به علاوه تولید مازاد از طریق کاهش تعرفه‌ها یا آزاد سازی تجارت قابل دسترسی است.

## بررسی اجمالی
سود آوری از طریق تجارت معمولاً منجر به نتایج زیر است:
- تخصص در تولید از طریق تقسیم کار، صرفه‌جویی به مقیاس و صرفه‌جوئی‌های ناشی از وسعت[۴] و صرفه جویی در انباشتگی و دسترسی نسبی به عوامل منابع چون محصولات مزارع، کسب و کار و محل سکونت[۵] و اقتصاد
- افزایش در مجموع منحنی امکانات تولید
- تجارت از طریق بازار از طریق فروش یک نوع محصول برای دیگر محصولات با ارزش کالا است.[۶]

## اندازه‌گیری سود از تجارت
اقتصاددان کلاسیک از دو روش برای اندازه‌گیری سود از تجارت استفاده می‌کنند: ۱) تجارت بین‌المللی به افزایش درآمد ملی کمک می‌کند که به ما برای دریافت قیمت پایین واردات کمک خواهد کرد؛ ۲) اندازه‌گیری سود از تجارت با مقایسه بین هزینه‌های تولید داخلی و کشورهای خارجی قابل اندازه‌گیر است.

## عوامل مؤثر بر سود از تجارت
۱. تفاوت در هزینه نسبت: منافع حاصل از تجارت بین‌المللی بستگی به هزینه نسبت تفاوت در مقایسه نسبت هزینه در تجارت دو کشور است. کوچکتر تفاوت بین نرخ ارز و هزینه‌های تولید کمتر سود از تجارت و بالعکس.
۲. عرضه و تقاضا: اگر یک کشور دارای الاستیک عرضه و تقاضا و سود سود حاصل از معامله بالاتر از اگر تقاضا و عرضه در حال کشش است.
۳. عامل در دسترس: تجارت بین‌المللی است که بر اساس تخصص و یک کشور متخصص بسته به در دسترس بودن عوامل تولید است. آن را افزایش داخلی نسبت هزینه و در نتیجه سود حاصل از معامله.
۴. اندازه کشور: اگر یک کشور است که در اندازه کوچک آن است که نسبتاً آسان برای آن‌ها را به تخصص در تولید یک کالا و صادرات مازاد تولید به یک کشور بزرگ و می‌توانید سود بیشتر از تجارت بین‌المللی است. در حالی که اگر یک کشور است که در اندازه‌های بزرگ و سپس آن‌ها را به تخصص در بیش از یک خوب به دلیل تولید بیش از حد تنها یک کالا را نمی‌توان صادر شده به‌طور کامل به یک اندازه کوچک کشور به عنوان تقاضا برای خوب را کاهش می‌دهد بسیار اغلب؛ بنابراین کوچکتر از اندازه از کشور بزرگتر به دست آوردن از تجارت است.
۵. از نظر تجارت: منافع حاصل از تجارت بستگی به شرایط و ضوابط تجارت است. اگر نسبت هزینه و از نظر تجاری در حال نزدیک شدن به یکدیگر بیشتر خواهد بود که منافع حاصل از تجارت کشورهای شرکت کننده.
۶. تولیدی بهره‌وری: افزایش بازده تولیدی کشور نیز تعیین آن منافع حاصل از تجارت آن را به عنوان باعث کاهش هزینه تولید و قیمت کالا. به عنوان یک نتیجه از این کشور واردات سود با واردات کالاهای ارزان.

## سود استاتیک و دینامیک از تجارت
منافع حاصل از تجارت را می‌توان به سود استاتیک و دینامیک از معاملات تقسیم کرد. سود استاتیک به معنای افزایش رفاه اجتماعی و به عنوان یک نتیجه از حداکثر سازی تولدید ملی با توجه به استفاده بهینه از عوامل منابع است و سو پویا سود ناشی از شتاب رشد اقتصادی کشورهای دارای تجارت آزاد است.

## یادداشت
1. ↑  Alan V. Deardorff, Deardorff's Glossary of International Economics, 2010.
2. 1 2  Deardorff's Glossary of International Economics, 2010.
3. ↑  • Deardorff's Glossary of International Economics, 2010.
4. ↑  Press + button or Ctrl++ to enlarge small-font links below.
5. ↑  Anthony Venables, 2008. "new economic geography," The New Palgrave Dictionary of Economics, 2nd Edition.
6. ↑  Paul A. Samuelson and William D. Nordhaus, 2004.